# 카터 독트린

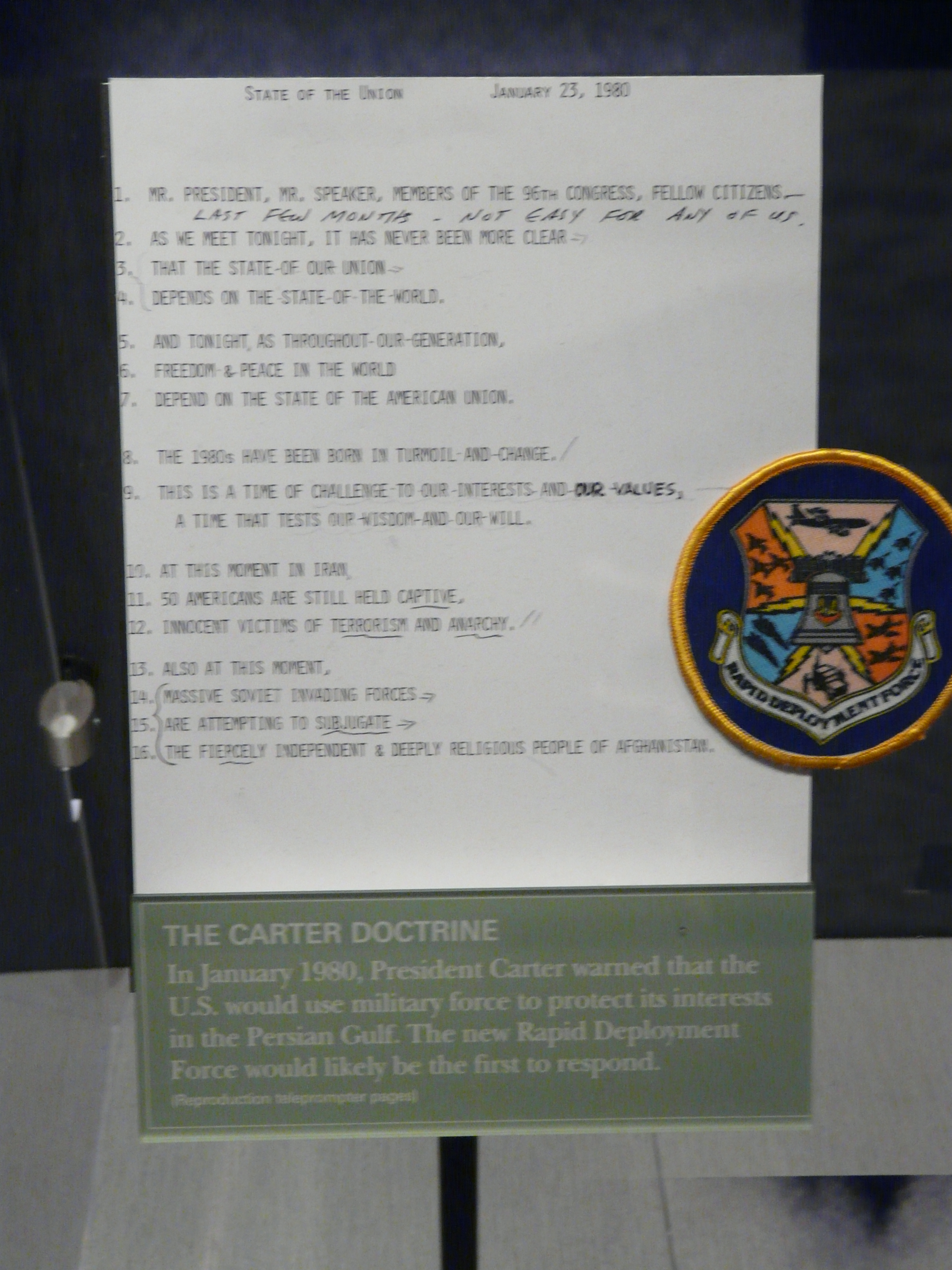
카터 독트린 관련 문서

카터 독트린(Carter Doctrine)은 1980년 1월 23일, 전 미국 대통령이었던 지미 카터가 선언한 정책이다. 페르시아만에서 미국의 국익을 위해 필요하다면 군사적인 조치를 취하겠다는 내용을 담고 있다.

## 같이 보기
- 레이건 독트린